# Sextus Teidius Valerius Catullus
Sextus Teidius Valerius Catullus est un sénateur et un homme politique de l'Empire-Romain, consul suffect en 31.

## Famille
Il est le fils d'un Lucius, probablement Lucius Valerius Catullus, triumvir monétaire sous Auguste. Il a été adopté par un Sextus Teidius. De son épouse, Terentia Hispulla, il est le père d'un Lucius Valerius Catullus, pontife, il est peut-être le grand-père du Valerius Catullus nommé par Suétone.

## Biographie
Grâce au fragment d'une inscription découverte à Milan, on connait son cursus honorum avant son consulat. Il est questeur, puis propréteur, puis tribun de la plèbe, préteur urbain, puis légat de la province d'Asie (ou d'Afrique), puis curateur, la suite de sa carrière jusqu'au consulat est inconnue. Sa carrière culmine avec le consulat en mai-juin 31 avec pour collègue Faustus Cornelius Sulla.